# Kaknästornet
Kaknästornet er et tv-tårn i Stockholm og knudepunkt i Sveriges tv- og radio-broadcasting, med omkring 70 ansatte. Navnet "Kaknäs" stammer fra en af de fire ladegårde, der lå i området.
Det nationale svenske broadcastingselskab Teracom ejer tårnet, som er tegnet af arkitekterne Hans Borgström og Bengt Lindroos. Det blev bygget under ledelse af Sven-Olof Asplund fra 1963 til 1967. Tårnet er 155 meter højt (170 meter med antenner) og var i mange år den højeste bygning i Skandinavien, men blev i 2000 overgået af det tre meter højere Kista Science Tower i det nordlige Stockholm, som i 2005 blev overgået af Turning Torso i Malmö.
Tårnet har 34 etager, hvoraf tre tidligere var åbne for offentligheden. Siden slutningen af 2018 har adgangen for offentligheden været lukket af sikkerhedshensyn. Det vides ikke, om man på et tidspunkt åbner igen.